# Charles O’Rear
Charles O’Rear (ur. 1941) – amerykański fotografik, znany z fotografii krajobrazów winiarskich i zdjęcia, które stało się domyślną tapetą w systemie Windows XP.
W latach 70. pracował dla Environmental Protection Agency przy projekcie DOCUMERICA, był także fotografem The National Geographic Magazine przez ponad 25 lat. Od 1978 roku skupił się na fotografowaniu krajobrazów powiązanych z winiarstwem w Napa Valley. Z czasem przeniósł się Napa Valley i zaczął dokumentować produkcję wina na całym świecie, czego efektem było siedem książek poświęconych tej tematyce.
O’Rear jest także autorem fotografii pagórków w hrabstwie Sonoma, która pod nazwą Idylla została domyślną tapetą systemu Windows XP. O’Rear wykonał tę fotografię w 1996 roku w pobliżu drogi stanowej 12/121. Ze względu na wygląd fotografii oficjalnie oświadczył, że po zeskanowaniu odbitki zdjęcie nie było poddawane cyfrowej obróbce.
Obrazek ten jest także jednym z dostępnych do wyboru jako tło kart płatniczych Capital One, a ze względu na swoją popularność stał się także obiektem wielu parodii.